# Walchalm (Dorfgastein)
Die Walchalm ist eine Alm in der Gemeinde Dorfgastein im österreichischen Bundesland Salzburg.

## Lage und Charakteristik
Die Walchalm liegt im Tal des Luggauer Bachs zwischen den Bergen Jedlkopf im Nordwesten und Wachtberg im Osten. Sie gehört zur Ortschaft Luggau und zur Katastralgemeinde Dorfgastein. Sie ist Teil des Eigenjagdgebiets Walchalpe. Im Westen wird die Walchalm von einem ökologisch und landschaftsästhetisch bedeutenden Grünerlen-Buschwald begrenzt. Westlich und östlich des Areals erstrecken sich Gamswild-Ruhezonen, die von 1. Dezember bis 31. Mai nicht betreten werden dürfen.
Auf der Walchalm wird im Sommer nach wie vor Vieh gehalten. Eine Almhütte steht auf einer Höhe von 1693 m ü. A. Hier gibt es eine Stempelstelle für Wandernadeln des Österreichischen Alpenvereins. Über die Alm führt der Weitwanderweg Salzburger Almenweg. Sie ist mit der Gröbneralm über einen Güterweg verbunden.

## Geschichte
Im von 1823 bis 1830 erstellten Franziszeischen Kataster ist die Alm als Luggauer Alpe mit mehreren Gebäuden verzeichnet.